# سوزن‌ماهی رودخانه رابرت
سوزن‌ماهی رودخانه رابرت (نام علمی: Zenarchopterus robertsi) نام یک گونه از تیره نیم‌منقارماهی‌های زنده‌زا است.